# آخر بازی (فیلم ۲۰۱۸)
آخر بازی (انگلیسی: End Game) یک فیلم مستند کوتاه آمریکایی است که در سال ۲۰۱۸ منتشر شد. این فیلم دربارهٔ بیماران لاعلاج در بیمارستانی در سانفرانسیسکو است که با پزشکانی که به دنبال تغییر درک زندگی و مرگ هستند، ملاقات می‌کنند.
این فیلم نامزد دریافت «جایزه بزرگ هیئت داوران برای فیلم کوتاه» در جشنواره فیلم ساندنس و نامزد دریافت جایزه اسکار بهترین فیلم مستند کوتاه در نود و یکمین دوره جوایز اسکار بود.